# هيجان (فلم 2009)
هيجان (بالإنجليزية: rampage) هو فيلم أكشن وإثارة تم إنتاجه في ألمانيا وكندا وصدر سنة 2009 من بطولة بريندان فليتشر ومايكل باري وشون سايبوس.

## القصة
رجل بملابس مدرعة يقرر الذهاب وقتل كل من يراه في إطار خطة كبيرة جدا تغيير الكثير من الأشياء السياسية والاقتصادية في العالم.

## وصلات خارجية
- مقالات تستعمل روابط فنية بلا صلة مع ويكي بيانات

هيجان على imdb
هيجان على rotten tomatos